# Санаев, Павел Владимирович
Па́вел Влади́мирович Сана́ев (род. 16 августа 1969, Москва, СССР) — советский и российский писатель, кинорежиссёр, сценарист, продюсер, переводчик, журналист, общественный деятель.

## Биография
Родился 16 августа 1969 года в Москве, в семье актрисы Елены Санаевой и инженера Владимира Конузина. Родители развелись, когда ему было два с половиной года, а поскольку Елена в силу профессии не могла уделять ему должного внимания, то целых девять лет Павел прожил в семье его дедушки и бабушки по материнской линии, актёра Всеволода Санаева и его жены Лидии. Этот период жизни стал основой для его автобиографической книги «Похороните меня за плинтусом».
Когда Павлу было четыре с половиной года, у Елены начался роман с актёром Роланом Быковым. Всеволод и Лидия не одобряли их роман и последовавший брак, хотя и не препятствовали попыткам Ролана и Елены видеться с Павлом. Несмотря на уговоры Быкова отпустить Павла жить с ними, те не отпускали внука до 11 лет.
В 1992 году окончил сценарный факультет ВГИКа (курс Александра Александрова). Его повесть «Похороните меня за плинтусом» переведена на немецкий, финский, итальянский, французский и эстонский языки.
В середине 1990-х годов приобрёл известность в качестве переводчика и автора синхронного текста для фильмов для компании «Вест Видео» Тиграна и Вартана Дохаловых; по его словам, «зарабатывал нелегальным переводом». Впоследствии делал тексты и для дублированных версий фильмов.
В 2000-е годы работал режиссёром кино. Отзывался о книге «Нулевой километр» Ольги Гавриловой (написана на основе его фильма) так:

…это не моя книга. Это вообще не книга. Это рекламный продукт, выпущенный в нагрузку к фильму… Издательство пригласило автора Ольгу Гаврилову, которая по фильму записала эту историю, а я её кое-где подправил. Но я понимаю, что это не литература, это просто описание экранных действий: «Костя зашёл, увидел Алину, она танцевала, он поехал на машине, а в это время…». Я считаю, что и на обложке должно было быть написано: «Ольга Гаврилова по фильму Павла Санаева»— Чистое творчество и хлеб насущный

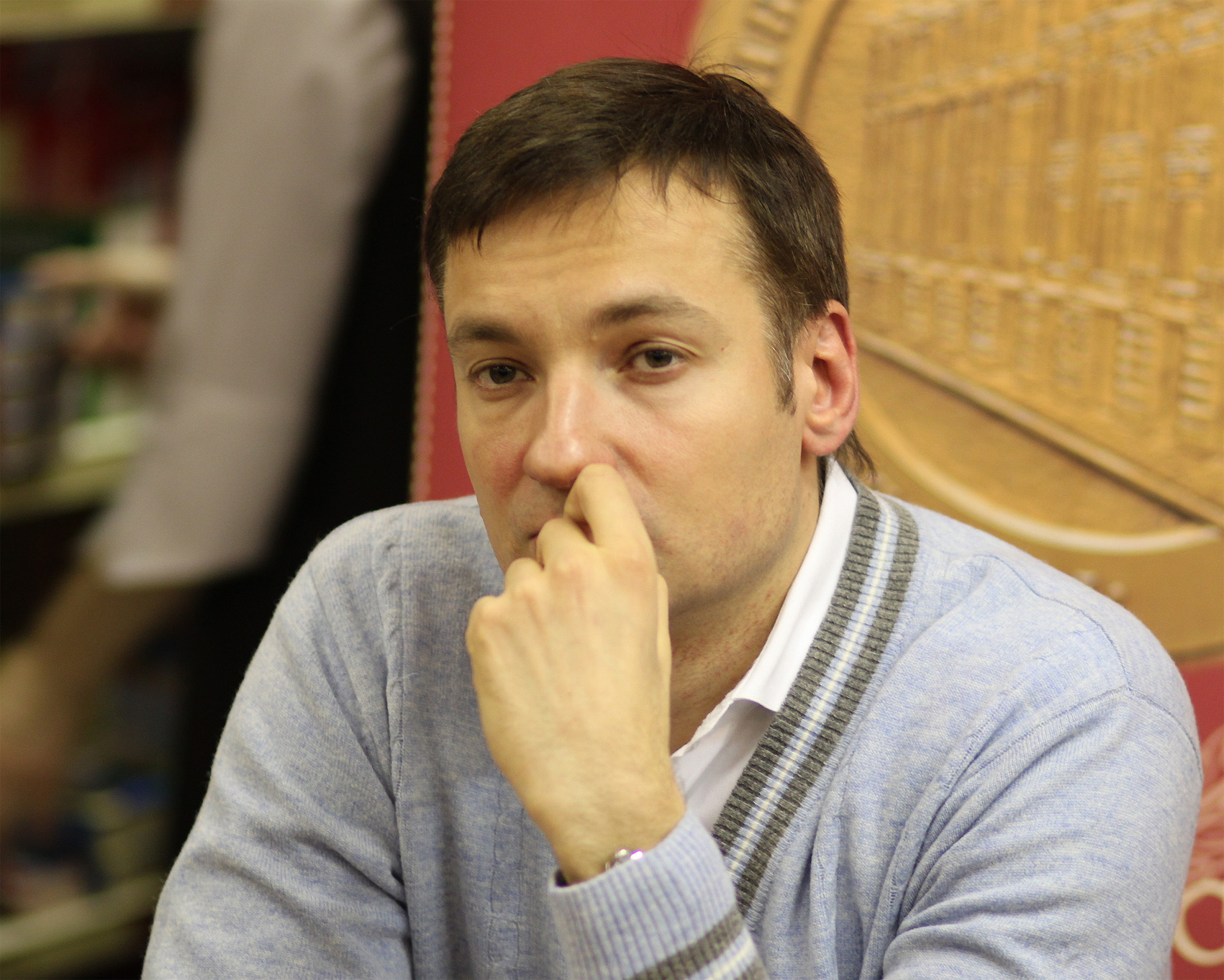
Павел Санаев на презентации книги «Похороните меня за плинтусом» в 2010 году

В мае 2013 года вышла первая часть романа-дилогии «Хроники Раздолбая». Сам писатель просил не называть его роман автобиографическим.

## Личная жизнь
Супруга — модель, дизайнер Алёна Фонина (с 2009 года). Дочь — Вероника (род. 2012).

## Фильмография

### Актёр
- 1983 — Чучело — Васильев
- 1986 — Зонтик для новобрачных — Дима, старший сын Краскова
- 1990 — Первое поражение / Erster Verlust — Алексей

### Режиссёр
- 2004 — Каунасский блюз
- 2005 — Последний уик-энд
- 2007 — Нулевой километр
- 2009 — На игре
- 2010 — На игре 2. Новый уровень
- 2012 — Джерри (короткометражный)

### Сценарист
- 2004 — Каунасский блюз
- 2005 — Последний уик-энд
- 2007 — Нулевой километр
- 2009 — На игре
- 2010 — На игре 2. Новый уровень
- 2012 — Джерри (короткометражный, совместно с Родионом Белецким)
- 2015 — Полное превращение
- 2018 — Генератор желаний (короткометражный)

### Продюсер
- 2015 — Полное превращение (креативный продюсер)

### Монтажёр
- 2005 — Последний уик-энд
- 2007 — Нулевой километр

## Увлечения
Известный аудиофил.